# Joodse begraafplaats (Besançon)
De Joodse begraafplaats Besançon is de Joodse begraafplaats in Besançon in Bourgogne-Franche-Comté. In 1796 werd de grond er voor aangekocht door Nathan Lippmann en Pierre Picard. De begraafplaats is in gebruik sinds 1860.

## Afbeeldingen

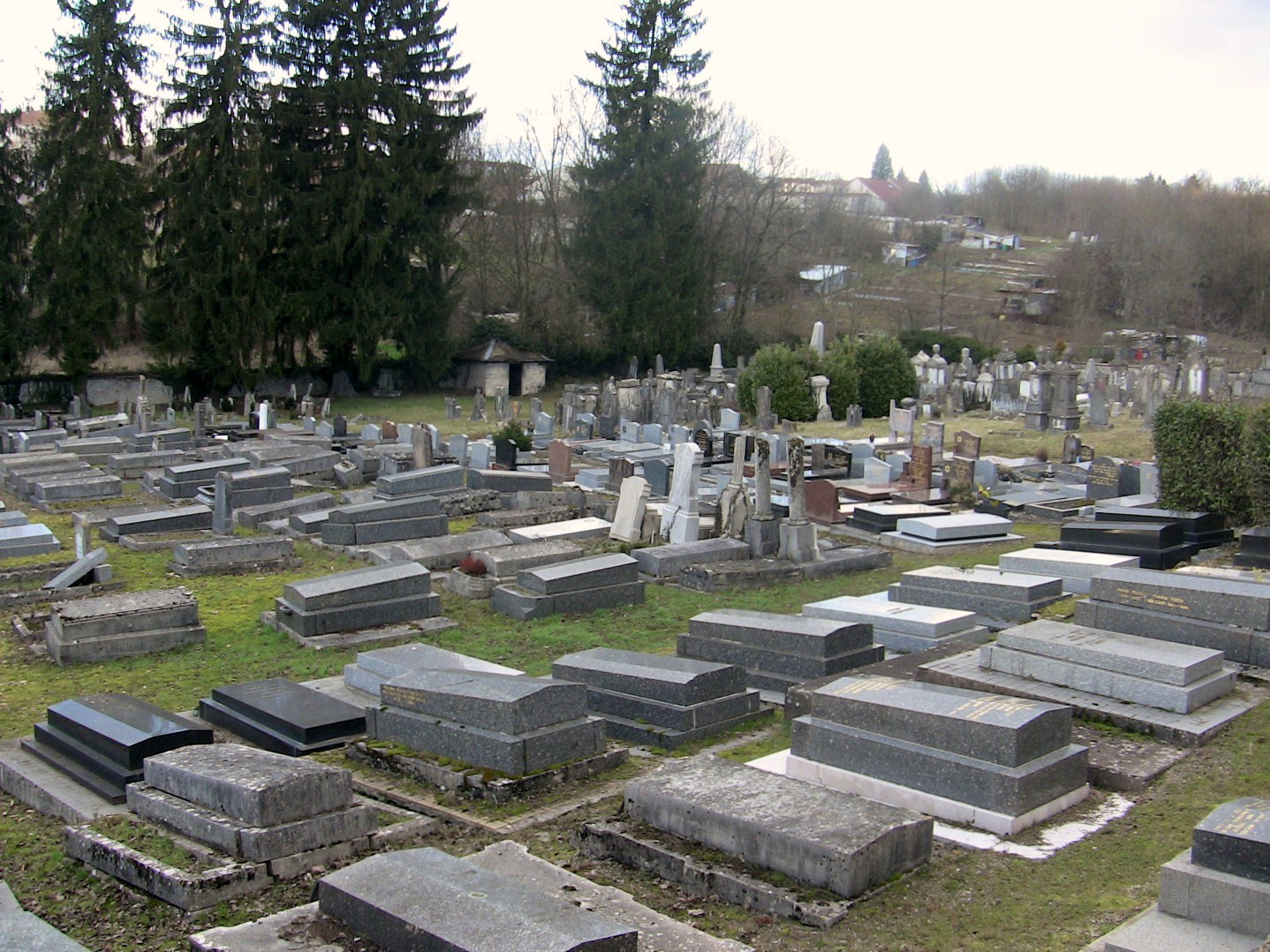
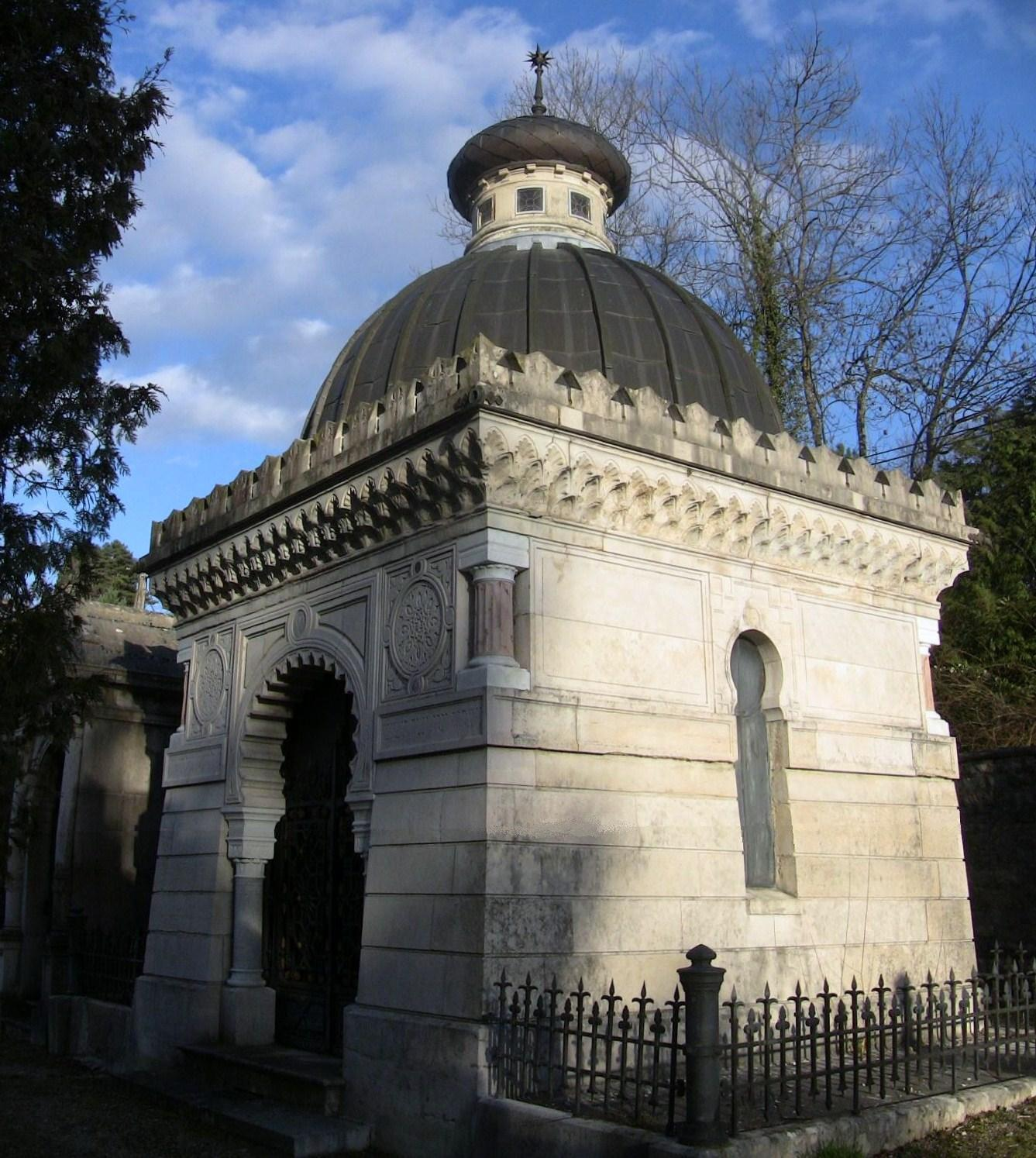
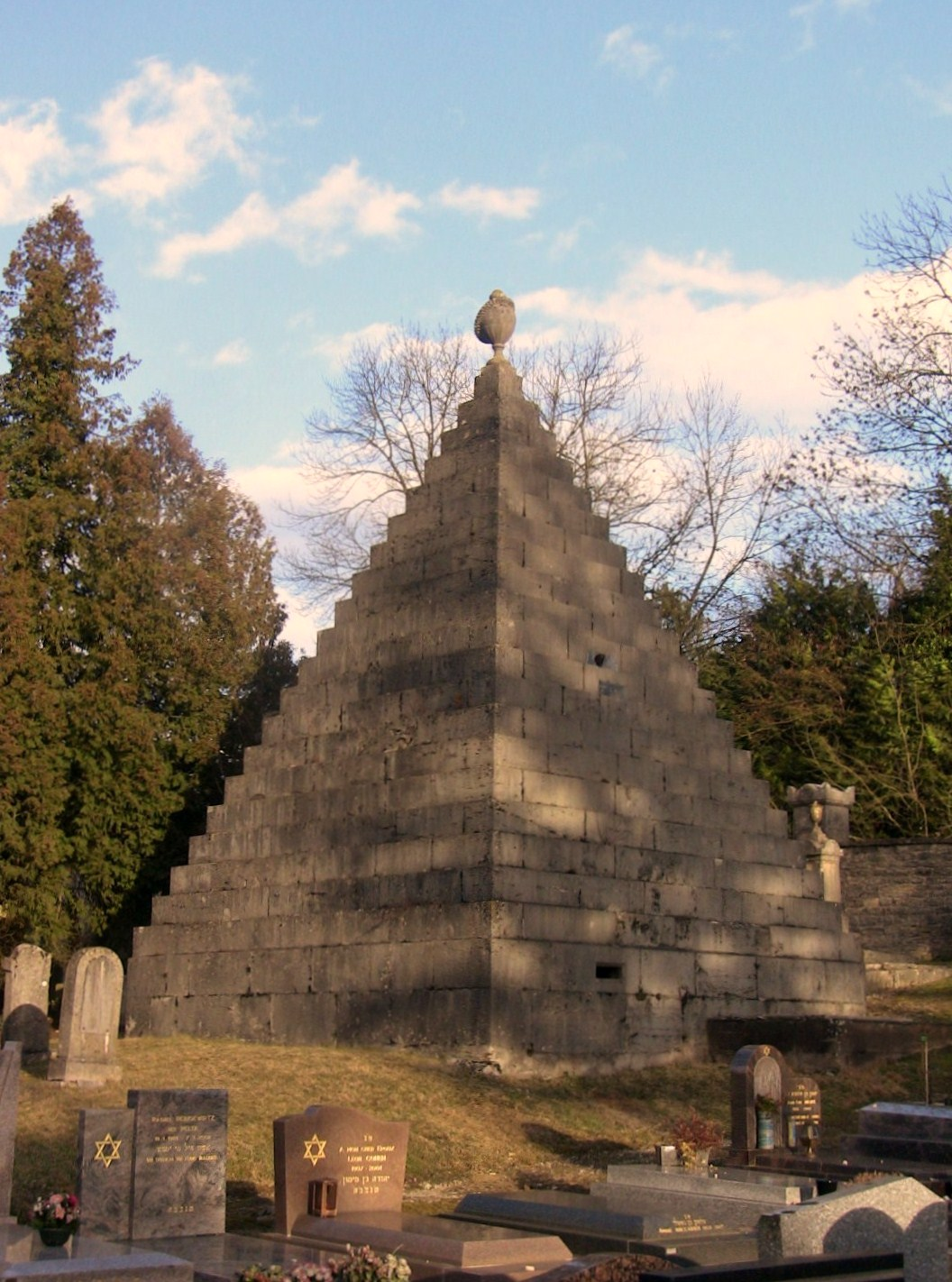
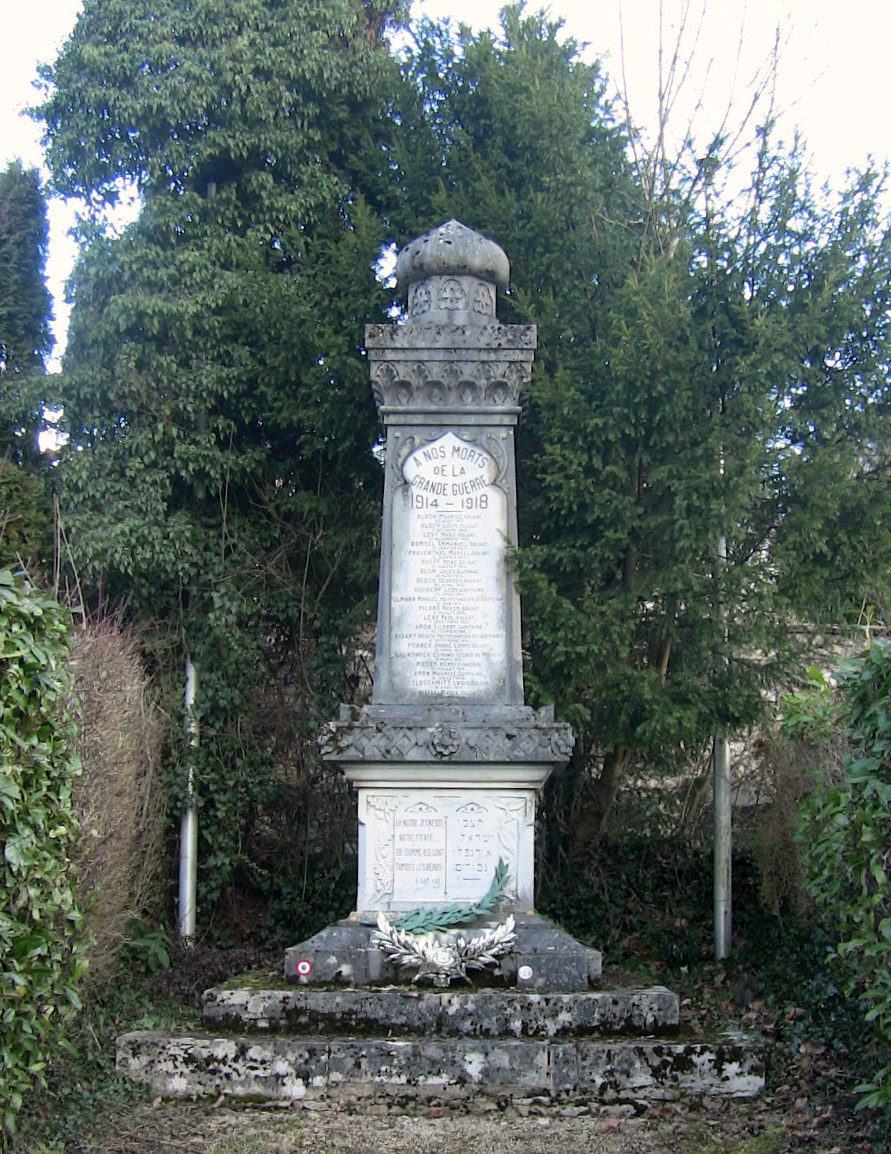
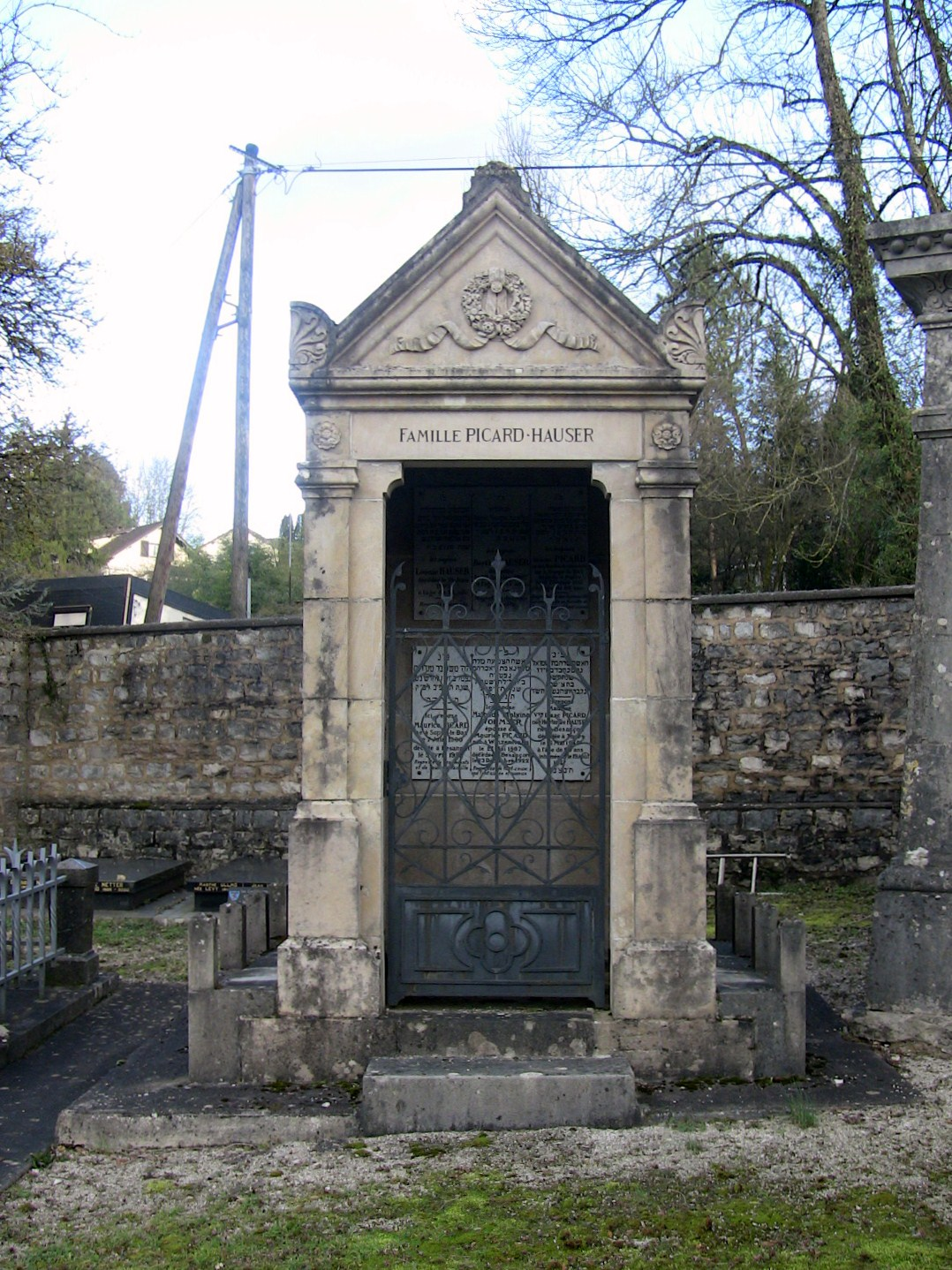
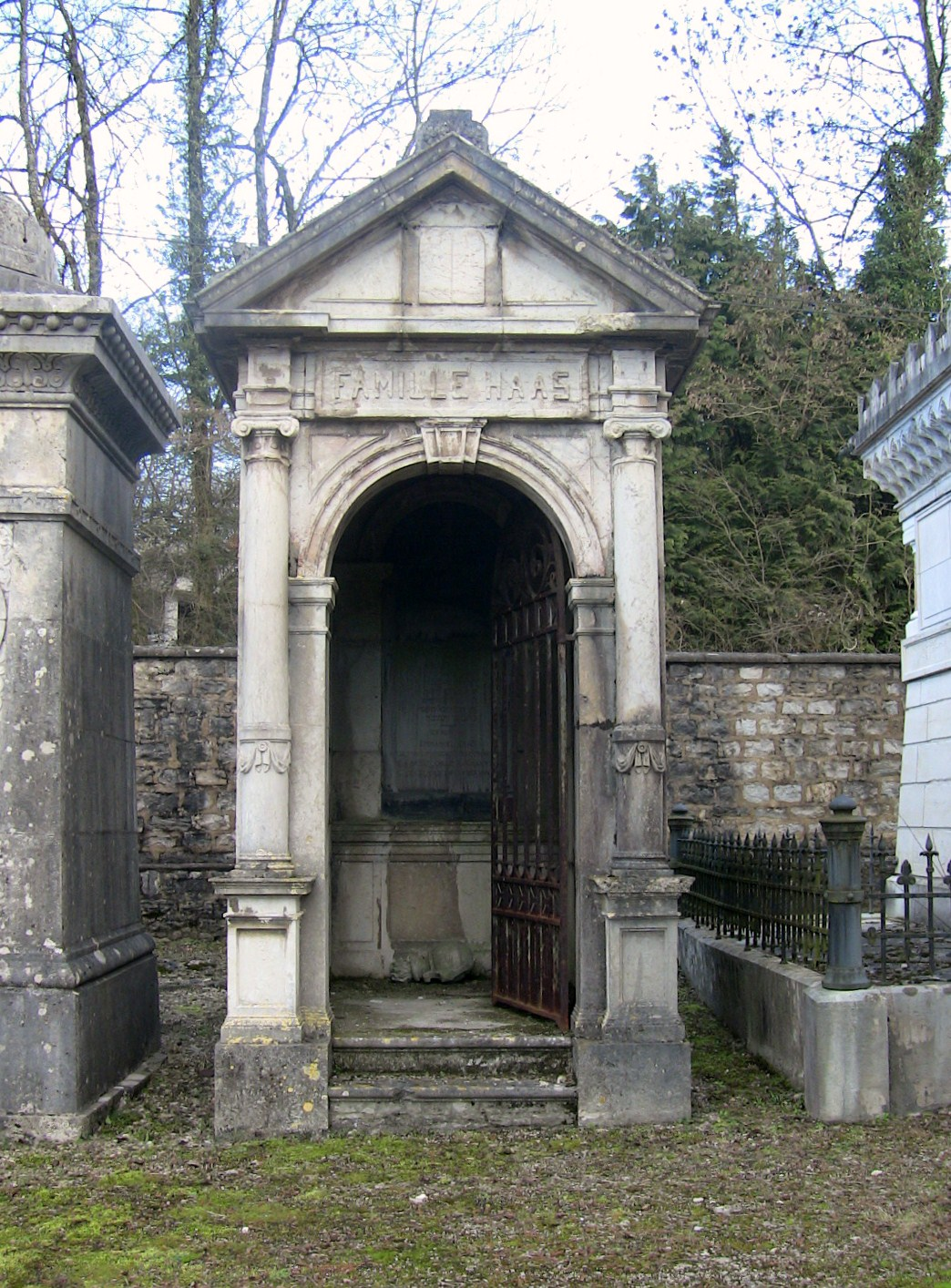
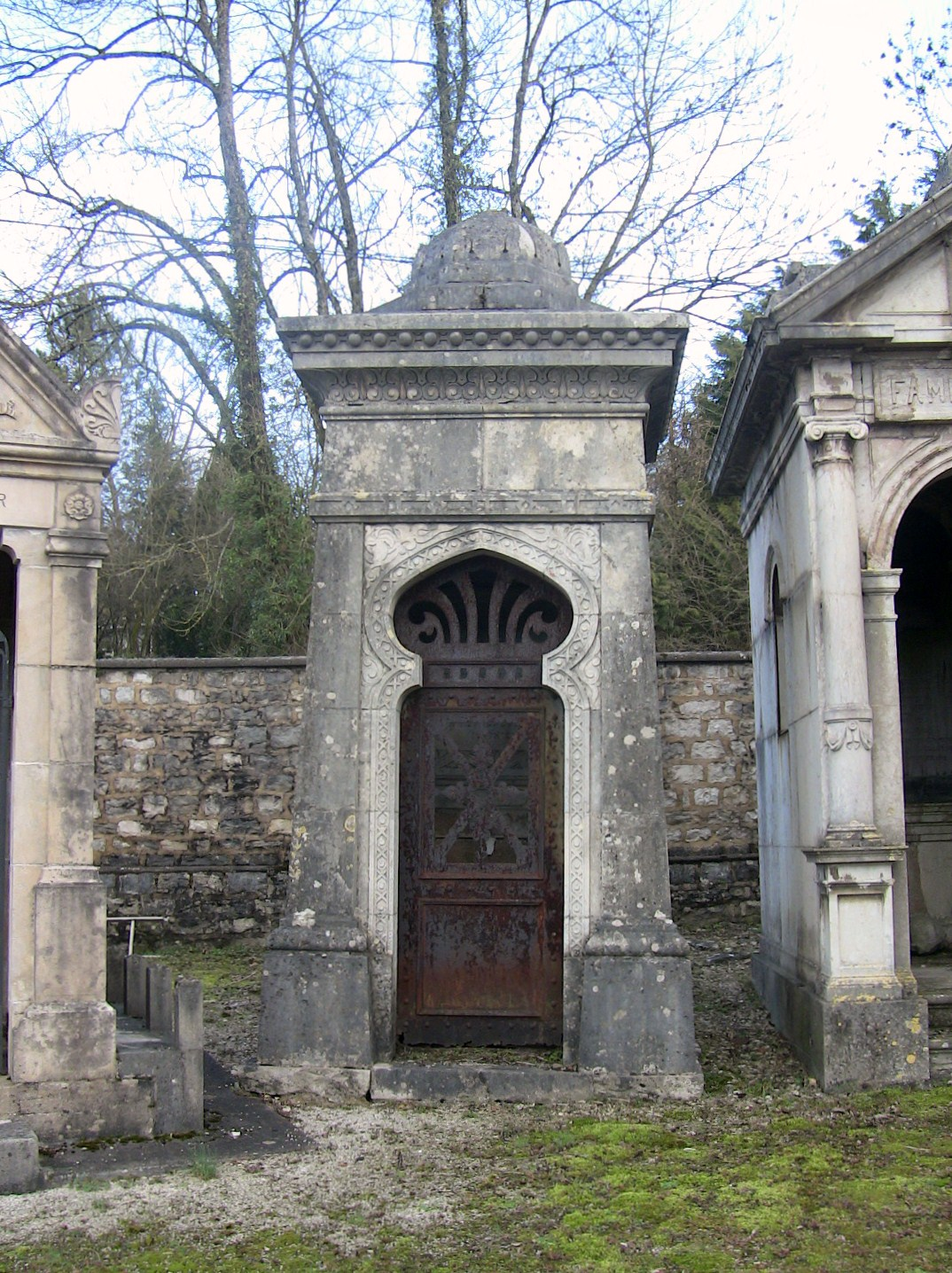
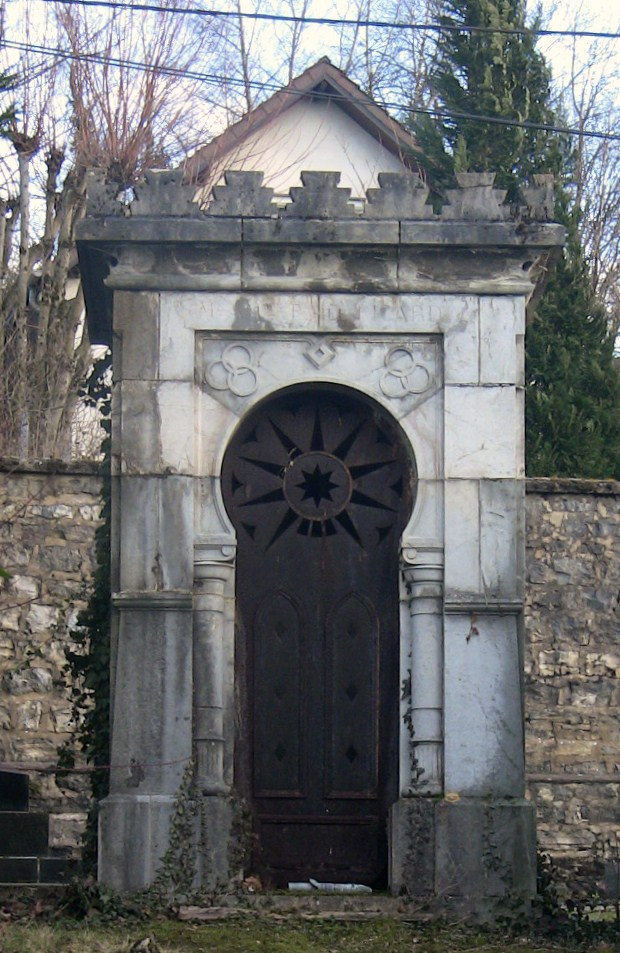